# Enlight
Enlight és una aplicació de retoc fotogràfic creada l'any 2015 per l'empresa Lightricks Ltd. que fusiona les diverses eines d'altres aplicacions de la mateixa temàtica, creant així un únic programa capaç d'oferir-nos-les totes. De moment només es troba disponible per als dispositius IOS a partir de la versió 8.1 o posterior. És compatible per a Iphone i ipod touch. És una aplicació que té un preu de 3,99 €. Permet perfeccionar imatges, corregir aspectes molt concrets, realitzar fotografies en blanc i negre, crear efectes per a les imatges i adherir textos, rètols o dibuixos. A més, ofereix l'opció de compartir-les a través de les xarxes socials. Entre les eines d'Enlight hi ha:
- Control de to, color i detalls de les fotografies
- Personalització dels ajustaments
- Filtres Analògic i Duo
- Creació d'efectes pictòrics
- Fotografia en blanc i negre
- Superposició d'imatges
- Fotomuntatges
- Variació de l'enfocament
- Opció de rotació
- Creació de collages
- Compartir les imatges a través de les xarxes socials